# Friedrich Scheuchzer
Friedrich Erhard Scheuchzer (* 21. Januar 1828 in Glattfelden; † 13. Februar 1895 in Bülach; heimatberechtigt in Zürich und Bülach) war ein Schweizer Arzt, Redaktor und Politiker.

## Leben

### Familie
Friedrich Scheuchzer gehörte zur Bürgerfamilie Scheuchzer und war das jüngste Kind des Arztes Johann Heinrich Bülach (* 25. Juni 1786 in Zürich; † 7. März 1857 in Bülach) und von dessen Ehefrau Regula (geb. Frey) (* 1784); er hatte noch fünf Geschwister.
Er war ein Cousin des Schriftstellers und Malers Gottfried Keller.
In erster Ehe war er seit 1852 mit Mathilde Elisabetha (* 1826; † 1903), der Tochter des Posamenters und Krämers Johannes Kunz, verheiratet; die Ehe wurde 1866 geschieden. In zweiter Ehe heiratete er Luise (* 1834; † 1911), die Tochter des Schuhmachers Johannes Müller. Aus der ersten Ehe hatte er vier Kinder, aus der zweiten ein Kind.

### Werdegang
Friedrich Scheuchzer besuchte die Schulen in Glattfelden und Eglisau, die Bezirksschule in Kaiserstuhl und anschliessend die Industrieschule in Zürich.
Im Wintersemester 1846 immatrikulierte er sich an der Universität Zürich zu einem Medizinstudium und beendete 1850 mit dem Staatsexamen.
Nach Beendigung des Studiums war er Assistent seines Vaters, bevor er dessen Praxis übernahm. Seit 1859 war er als Arzt in Bülach tätig und war darauf von 1863 bis 1869 Bezirksarzt im Bezirk Bülach.
Seit 1859 war er, neben seiner ärztlichen Tätigkeit, Redaktor der Bülach-Regensberger Wochen-Zeitung, ein Sprachrohr der demokratischen Opposition, die er 1861 erwarb und 1872 in Bülach-Dielsdorfer Wochen-Zeitung (siehe Zürcher Unterländer) umbenannte. Unter anderem veröffentlichte sein Cousin Gottfried Keller in der Bülach-Regensberger Wochen-Zeitung. Zum Ende der 1860er Jahre war er als Druckereibesitzer, Herausgeber, Verleger und Redaktor tätig; nach seinem Tod folgte ihm der spätere Politiker Fritz Bopp in der Tätigkeit des Redaktors.
Von 1874 bis 1895 war er Mitglied des Bezirksgerichts Bülach und von 1874 bis 1884 dessen Präsident.

### Politisches und gesellschaftliches Wirken
Friedrich Scheuchzer war einer der Führer der Demokratischen Bewegung und gehörte deren linkem Flügel an. Er vertrat die Interessen der Bauern und der Landschaft, aber auch Anliegen der Arbeiterschaft. Unter anderem forderte er die Herabsetzung des Salzpreises und gründete in Bülach einen Konsum- und einen Krankenverein zur Förderung karitativer und sozialer Dienste. 1877 engagierte er sich für das eidgenössische Fabrikgesetz und förderte den Ausbau der Eisenbahn im Zürcher Unterland.
Auf kommunaler Ebene übte er das Amt des Bezirksschulpflegers aus.
Im Herbst gehörte er, neben seinem Cousin Gottfried Keller, einem Komitee an, das während des Savoyerhandels am 5. Oktober 1860 dazu aufrief, sich an der Wahlversammlung in Uster zu beteiligen. Das Komitee kritisierte die Zürcher Abgeordneten, die als Gefolgsleute von Alfred Escher angesehen wurden, weil sie nach Ansicht des Komitees nicht entschieden genug gegen die Missachtung der Schweizer Neutralität durch Napoleon III. vorgegangen waren. Dies geschah im Zusammenhang mit der bevorstehenden Nationalratswahl.
Er war von 1864 bis 1895 Zürcher Gross- beziehungsweise Kantonsrat sowie von 1868 bis 1869 Verfassungsrat und Mitglied der 15er und der 35er-Kommission (siehe Verfassung des Kantons Zürich).
Vom 3. Dezember 1866 bis zu seinem Tod wirkte er Nationalrat. Sein Nachfolger im Nationalrat wurde Heinrich Kern.
Ende der 1880er Jahre strebte er, gemeinsam mit Fritz Bopp, die Gründung einer Bauernpartei an und löste sich hierfür von den demokratischen Positionen; dies und sein Prozess um Gottfried Kellers Erbe, der seinen Nachlass öffentlichen Institutionen vermacht hatte, entfremdeten ihn seinen einstigen Freunden.

### Mitgliedschaften
Friedrich Scheuchzer wurde 1893 als Präsident des Landschaftsclubs des Zürcher Kantonsrats bestätigt und war Präsident des Bezirksgesangsvereins.

## Ehrungen und Auszeichnungen
Friedrich Scheuchzer war Ehrenbürger von Bülach.

## Schriften (Auswahl)
- Salomon Bleuler. Bülach 1887 (Digitalisat).